# Bebiankh
Sewoserenre Bebiankh fou un faraó egipci de la dinastia XVI, que va governar a Tebes. Se suposa que era fill de Sewadjenre Nebiryraw I
Va succeir a Semenre, probablement el seu germà, segons l'ordre en què són esmentats al Papir de Torí. Segons aquest va regnar més de 12 anys (vers 1600-1585 aC) i el va succeir Sekhemre-Shedwaset. Es desconeix on és enterrat.